# Tegernseer Landstraße

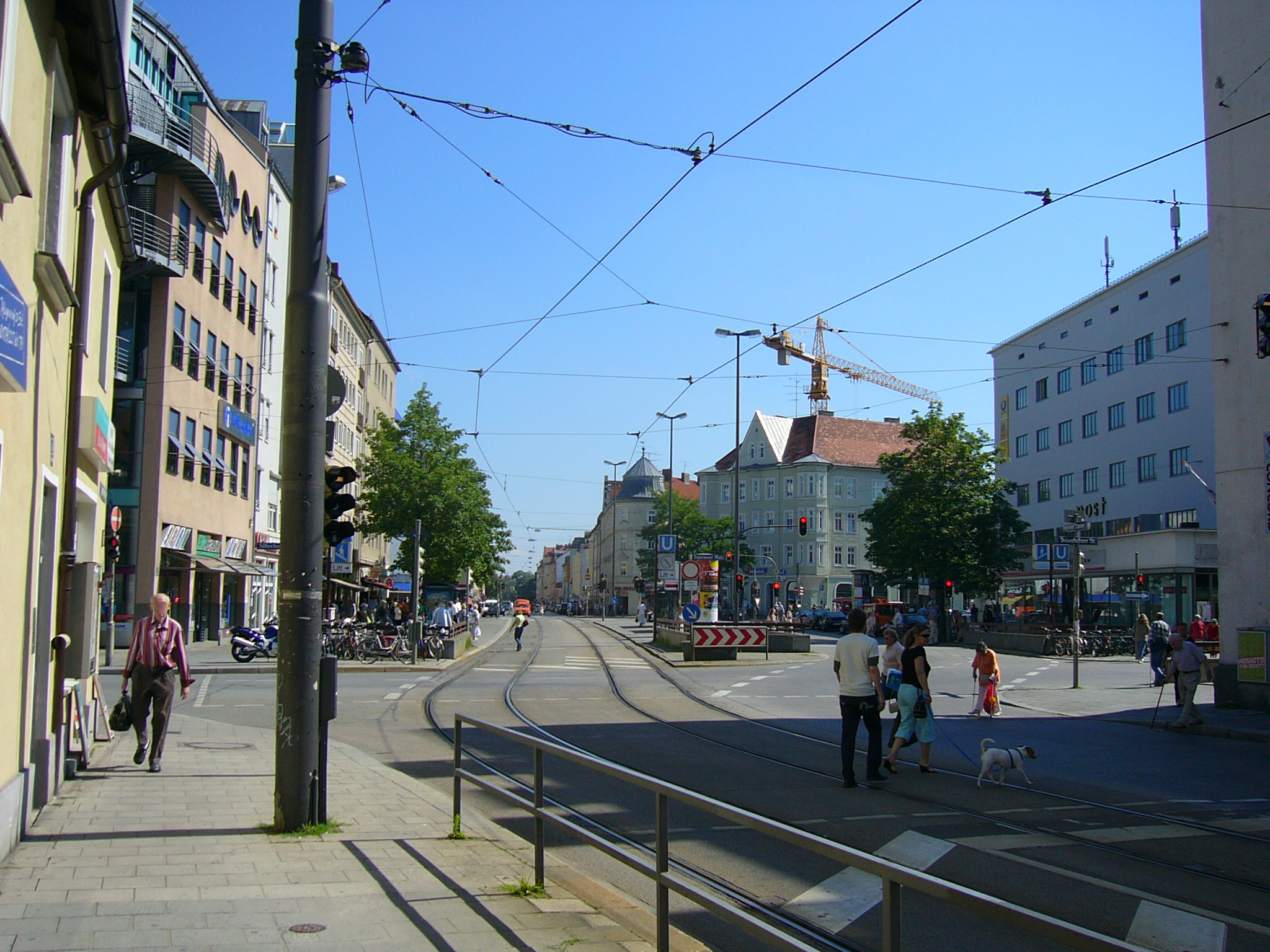
Tegernseer Platz

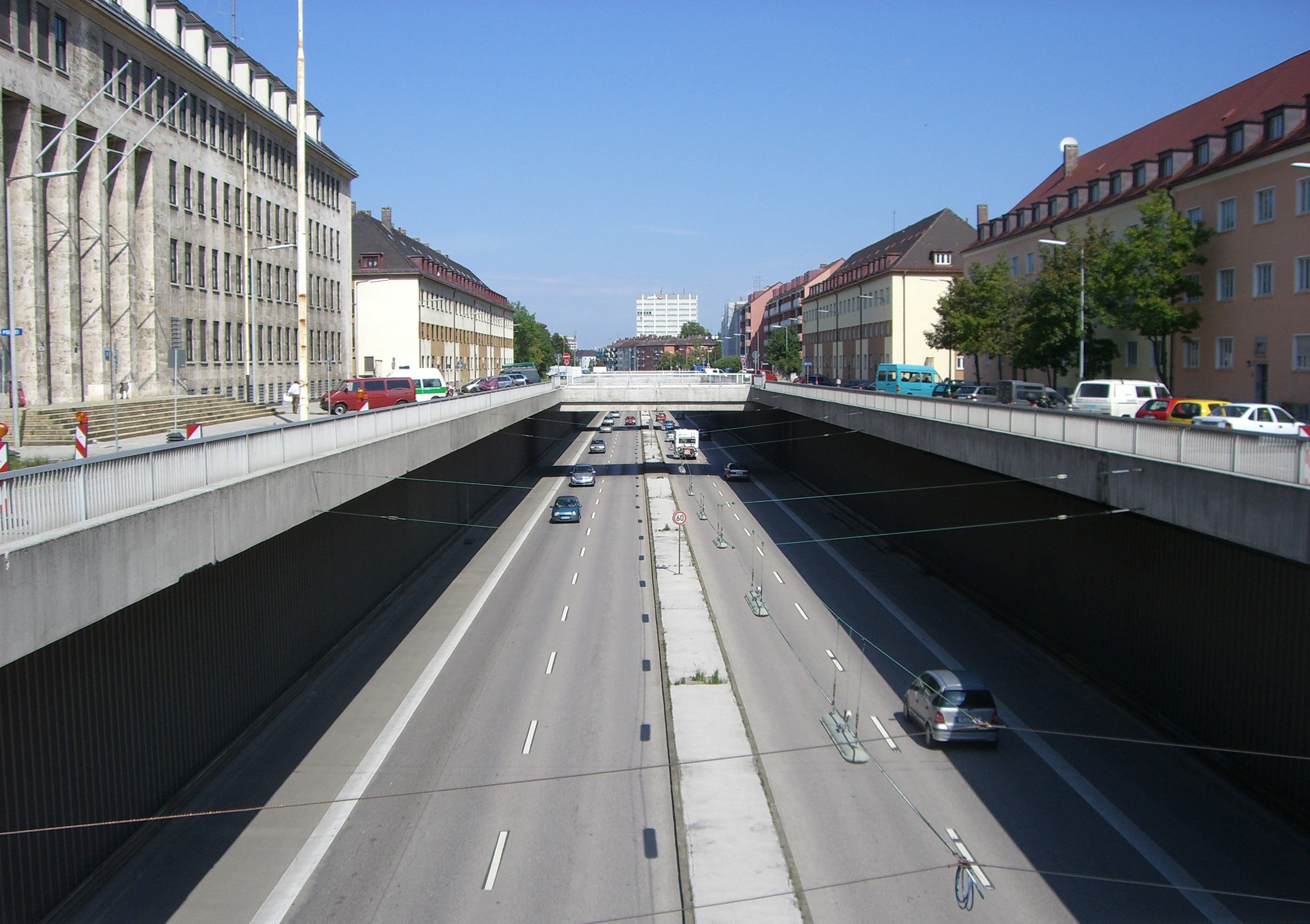
Der McGraw-Graben mit Blickrichtung stadteinwärts

Die Tegernseer Landstraße (kurz TeLa genannt) ist eine Straße im Münchner Stadtteil Obergiesing, die in südöstliche bzw. südliche Richtung verläuft und insgesamt 4,6 Kilometer lang ist.
Sie beginnt im Norden als gerade Verlängerung der Regerstraße. Hier ist sie bis zum Tegernseer Platz eine zweispurige Straße, die das ursprüngliche Giesing vermittelt und vom Ostfriedhof bis dorthin eine Länge von 1.200 Metern aufweist. Am Tegernseer Platz befindet sich eine große Filiale („Tela-Post“) der Deutschen Post. Das Hertie-Kaufhaus (bzw. über viele Jahre Karstadt), das sich bis Sommer 2009 dort befand, wurde wegen Insolvenz geschlossen und 2010 abgerissen. Zwischen 1976 und 2016 befand sich gegenüber eine Zweigstelle der Stadtbibliothek.
Das Stück zwischen Tegernseer Platz und Martin-Luther-Straße ist stadtauswärts nur für den Straßenbahnverkehr freigegeben, die Gegenrichtung ist im Einbahnverkehr für Kraftfahrzeuge und Radfahrer befahrbar. Gegenüber der Einmündung der Martin-Luther-Straße befindet sich seit 1971 Deutschlands erste McDonald’s-Filiale. Zwischen der Martin-Luther-Straße und der Candidstraße besitzt die Straße in südliche Fahrtrichtung fünf Fahrstreifen: zwei Linksabbieger-, zwei Geradeaus- und ein Rechtsabbieger-Fahrstreifen. An der Kreuzung Candidstraße macht die Tegernseer Landstraße eine 90-Grad-Kurve nach Südosten, geradeaus beginnt die Grünwalder Straße. Bis hierher führen auch die Straßenbahngleise der Linien 15 und 25.
Der Teil der Straße zwischen der Kreuzung mit der Candidstraße beim Grünwalder Stadion und dem Sankt-Quirin-Platz, von dem die Chiemgaustraße abzweigt, ist ein Teilstück des Mittleren Ringes und als Bundesstraße 2R gewidmet; er ist auch Teil der Europastraße 54.
Die Tegernseer Landstraße führt in südöstliche Richtung durch den McGraw-Graben, ein Teilstück, auf dem die Straße auf etwa 300 Meter Länge tiefergelegt ist. Der oberirdische Abschnitt dient als Zufahrt für Anlieger, nicht dem Durchgangsverkehr, und ermöglicht eine direkte Zufahrt unter anderem zur Stadelheimer Straße. Südlich der Kreuzung Stadelheimer Straße vereinigen sich der ober- und der unterirdische Teil wieder.
Oberirdisch, im Anwesen Nr. 210, befand sich die Reichszeugmeisterei der SA/NSDAP, der Nachfolgeinstitution der seit 1928/1929 dort ansässigen NS-Wirtschaftsstelle. In der Nachkriegszeit wurde das Areal zu einem Kasernengelände, das unter dem Namen McGraw-Kaserne von der US-Armee genutzt wurde. Das Hauptgebäude diente von 1945 bis 1992 als Verwaltungsgebäude der 7. US-Armee (USAREUR). Dort befinden sich heute zahlreiche Dienststellen des Polizeipräsidiums München.
Die Straße mündet etwa 800 Meter nach der Kreuzung Stadelheimer Straße auf Höhe von Lincolnstraße/Münchner-Kindl-Weg in die Autobahn 995, parallel führen neben der Autobahn in jede Fahrtrichtung zweispurige Fahrbahnen bis zur Stadtgrenze und gehen dort in eine Ortsstraße Unterhachings über.